# Herreria cipoana
Herreria cipoana là một loài thực vật có hoa trong họ Măng tây. Loài này được Ravenna mô tả khoa học đầu tiên năm 2004.